# Cosworth

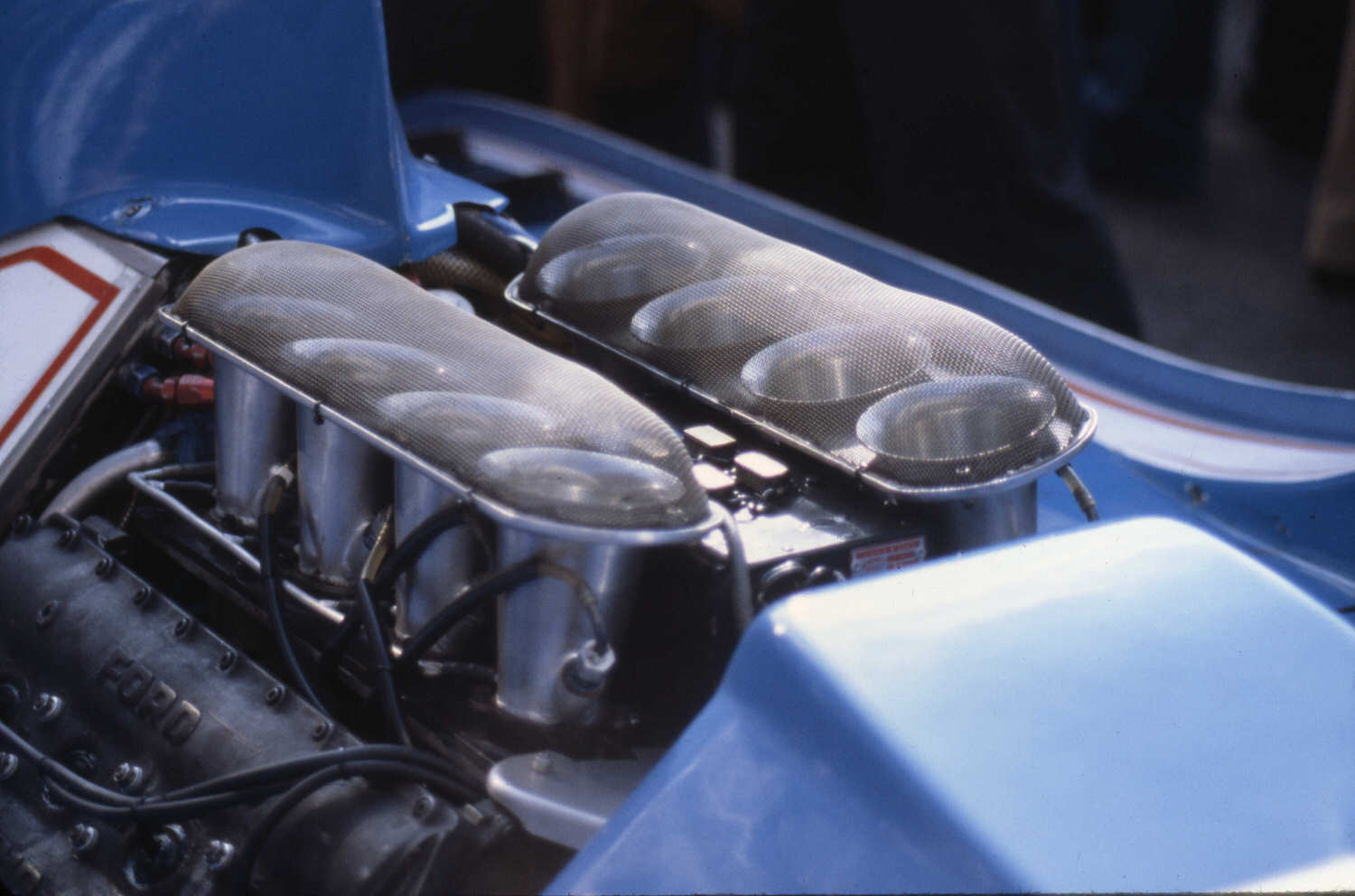
Motor Cosworth DFV V8 em um carro de Fórmula 1 da equipe Ligier de 1979

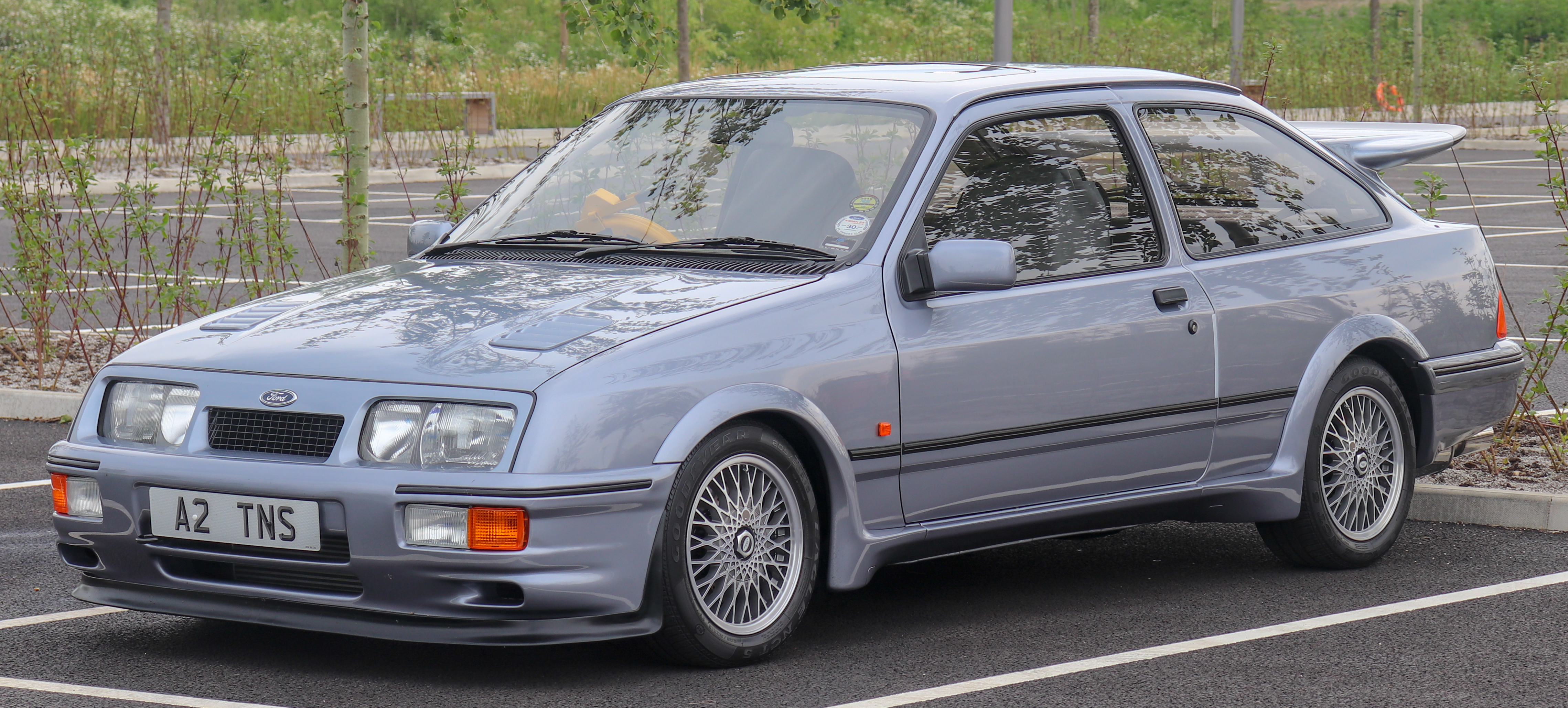
1986 Ford Sierra RS Cosworth 2.0.

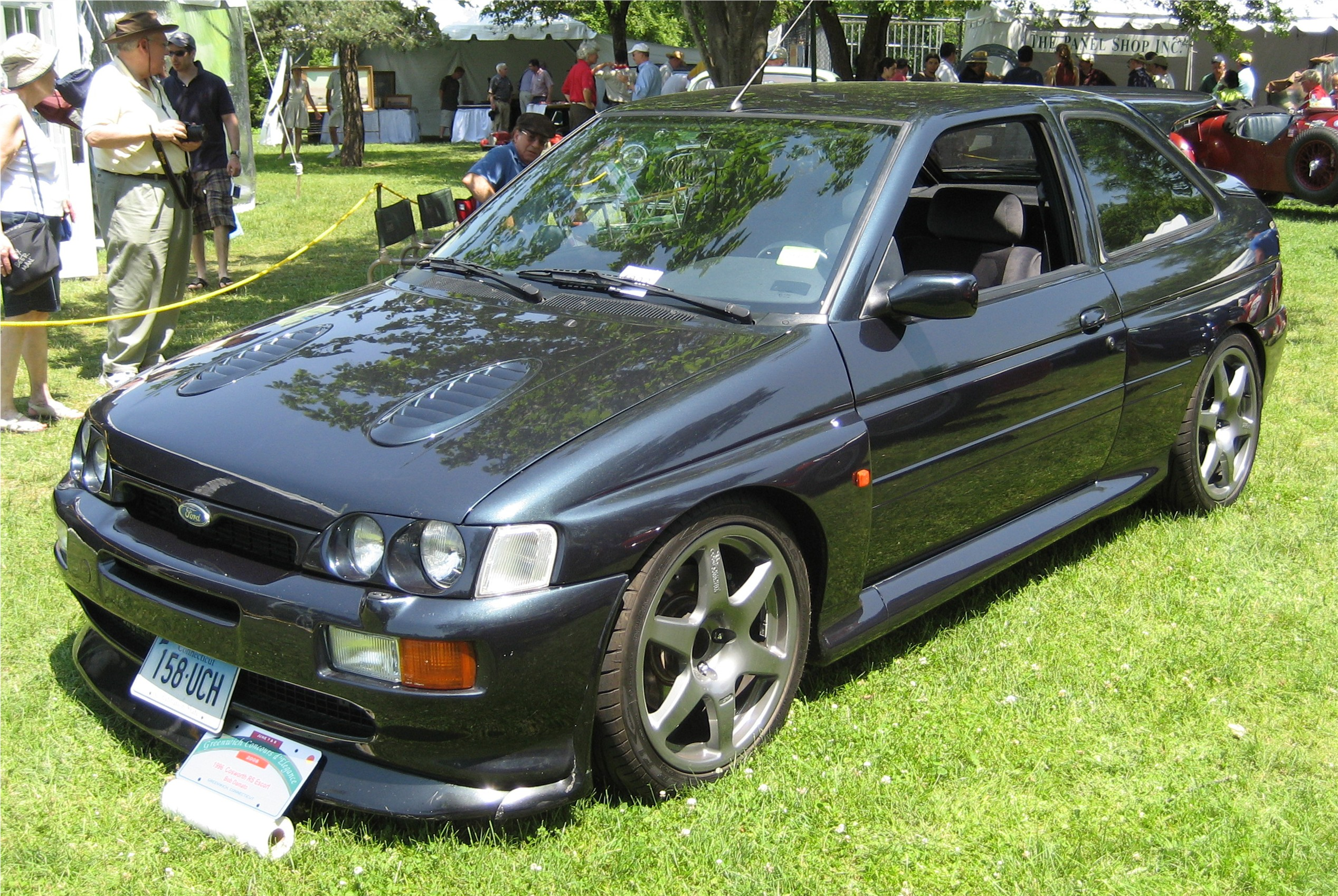
1996 Ford Escort RS Cosworth.

A Cosworth é uma fabricante inglesa de motores, para carros de corrida e carros esportivos. Famosa por fornecer motores para carros de corrida, como a Fórmula 1 e Fórmula Indy.
Fundada em 1958 por Mike Costin e Keith Duckworth, o nome surgiu da junção do sobrenome de ambos. A companhia surgiu de maneira independente, porém durante muitos anos teve como maior parceira de desenvolvimento a Ford, que após três décadas de parceria, comprou a Cosworth em 1998. Porém, em 15 de novembro de 2004, a Ford vendeu a empresa para os controladores da Champ Car World Series (ex-CART), mais precisamente Kevin Kalkhoven, o "K" da equipe PKV Racing, Paul Gentilozzi, dono da equipe Rocktesports e Gerald Forsythe, proprietário da equipe Team Forsythe.
A Cosworth começou a fornecer motores para equipes de Fórmula 1 em 1963, e permaneceu de forma ininterrupta na categoria até 2006, quando forneceu para as equipes: Williams e Toro Rosso, na versão V8. Em 2010, a Cosworth voltou a fornecer motores para a Fórmula 1, mas sem alcançar resultados de grande expressão, em 2013, a fabricante deixou a categoria máxima do automobilismo mundial devido aos elevados custos para o desenvolvimento dos novos motores V6 turbos que foram adotados para a temporada seguinte.
Na Fórmula 1, a Cosworth conquistou 176 vitórias, 13 campeonatos de pilotos e 10 de construtores. A fabricante forneceu motores para equipes importantes da Fórmula 1 como: a Mclaren, a Lotus, entre outras. E ficou famosa graças ao motor Cosworth DFV que conquistou 155 vitórias, outro motor de sucesso foi o Cosworth DFX, variação do DFV mas para a Fórmula Indy onde conquistou varias vitórias.

## Motores Cosworth na Fórmula 1

### Início e tempos de ouro
A Cosworth começou a fornecer motores para a Fórmula 1 em 1963, rapidamente começou a ganhar corridas com equipes que usavam seus motores, como a Lotus. ao longo de sua trajetória na Fórmula 1 teve 176 vitórias, 13 campeonatos de pilotos e 10 de construtores. A sua perda de desempenho na Fórmula 1 deve-se a era dos motores turbos mais potentes que o motor Cosworth DFV e com isso as equipes se desinteressaram por este motor assim marcando o fim da soberania da Cosworth na Fórmula 1.

### Rápido retorno à Fórmula 1
Os motores Cosworth retornaram à Fórmula 1 na temporada de 2010 equipando os carros das equipes: Williams, Lotus, Hispania e Virgin. A reestreia aconteceu no Grande Prêmio do Barém de 2010, onde quatro dos oito carros equipados com o motor Cosworth chegaram ao final da corrida.
O retorno da Cosworth a Fórmula 1 foi curto, encerrando suas atividades no ano de 2013. A partir de 2014 a Cosworth não participou mais da Fórmula 1 com a volta do motores turbinados.

### Saída
Em 2013, sem resultados de grande expressão, a Cosworth deixou a categoria devido aos altos custos para o desenvolvimento dos motores V6 turbinados. Estes foram os principais fatores da desistência da marca inglesa.